# ريج رايت
ريج رايت (بالإنجليزية: Reg Wright)‏ هو محام بالقضاء العالي وسياسي أسترالي، ولد في 10 يوليو 1905 في أستراليا، وتوفي بنفس المكان في 10 مارس 1990. حزبياً، نشط في الحزب الليبرالي الأسترالي ( – 2 يونيو 1978). وقد انتخب عضو مجلس نواب تسمانيا عن دائرة Division of Franklin (state) ‏ (23 نوفمبر 1946 – 8 نوفمبر 1949) وانتخب عضو مجلس الشيوخ الأسترالي ‏ عن دائرة Tasmania ‏ (22 فبراير 1950 – 30 يونيو 1978).